# Телеман, Георг Михаэль
Георг Михаэль Телеманн (20 апреля 1748 — 4 марта 1831) — немецкий композитор и богослов.
Телеман родился в Плене в семье местного пастора Андреаса Телемана (1715—1755) и его жены Августы Клары Катарины Капсиус. В 1755 году он переехал в Гамбург, где его взял и воспитал его 74-летний дедушка Георг Филипп Телеманн. В Гамбурге он посещал Научную школу Йоханнеума, а с 1770 года — Академическую гимназию.
В 1773 году Георг Михаэль переехал в Ригу, где был назначен музыкальным руководителем городских церквей и кантором Домского собора.